# النواطيف
النواطيف قرية تتبع ناحية الطواحين في شرق منطقة بانياس التابعة لمحافظة طرطوس.